# Fontys Conservatorium
Das Fontys Conservatorium (früher: Brabants Conservatorium) in Tilburg ist eines der neun Konservatorien in den Niederlanden. Die Geschichte geht zurück bis in das Jahr 1912. Es ist heute eine Teilschule der Fontys Hogeschool voor de Kunsten, die zum privaten Hochschulbetreiber Fontys gehören.
Angebotene Ausbildungsrichtungen sind Klassische Musik, Improvisation, Musiktheater und Alte Musik.
Für den Bereich des Postgradualen Studiums (Master) hat das Fontys Conservatorium in Kooperation mit dem staatlichen Conservatorium Maastricht vor einigen Jahren die Zuid Nederlandse Hogeschool voor Muziek (Südniederländische Musikhochschule) gegründet.